# Andrea La Torre
Andrea La Torre (Viterbo, Lazio, 14 de junio de 1997) es un baloncestista italiano que pertenece a la plantilla del Pallacanestro Cantù de la liga italiana. Con 2,04 metros de estatura, juega en la posición de alero.

## Trayectoria deportiva
Comenzó su trayectoria deportiva en las categorías inferiores del Stella Azzurra Roma, debutando en el primer equipo en 2013 en la Divisione Nazionale B, promediando en su primera temporada 8,3 puntos y 3,2 rebotes por partido. Fue cedido al Veroli Basket, para regresar posteriormente al equipo romano, donde mejoró sus estadísticas hasta los 13,8 puntos por partido.
En 2015 fichó por el Olimpia Milano, quienes lo cedieron por una temporada al Pallacanestro Biella de la Serie A2, en la que promedió 3,0 puntos y 1,9 rebotes por partido.
En noviembre de 2016 fue cedido al Universo Treviso Basket de la Serie A2.

### Selección nacional
La Torre ha sido un fijo en todas las categorías inferiores de la selección de Italia, tanto en la U15, U16, la U18 o la U20. En el Europeo sub-16 de 2013 promedió 14,0 puntos y 7,1 rebotes por partido, mientras que en el Mundial sub-17 de 2014 promedió 10,0 puntos y 3,1 rebotes.